# Vysoká škola evropských a regionálních studií
Vysoká škola evropských a regionálních studií, z. ú. v Českých Budějovicích je první a největší soukromá vysoká škola v Jihočeském kraji.[zdroj?] Byla založena zakladateli Nadačního fondu Meridionalis a zřizovateli partnerské Střední školy informatiky a právních studií dne 3. dubna 2001 jako obecně prospěšná společnost. Po dvouletém úsilí rozhodnutím Akreditační komise získala škola státní souhlas a v roce 2003 zahájila svoji činnost. Významným rozšířením působnosti VŠERS se stalo otevření její pobočky v Příbrami. Dne 26. května 2004 bylo na slavnostním zasedání zastupitelstva města České Budějovice podepsáno Memorandum o působení školy ve městě.
Svými studijními programy je zaměřena na výchovu a vzdělávání pracovníků integrovaného záchranného systému, veřejné správy, jejích institucí a organizačních složek. Díky zaměření, hloubce a charakteru studia, jednoznačně navazujícímu na evropské standardy a postupy získají posluchači široký záběr vědomostí i dovedností tak, aby jako profesně orientovaní odborníci byli schopni zajistit výkon různorodého spektra odborných a specializovaných administrativně-právních procesů v souvislosti se zabezpečením ochrany veřejného práva ve veřejné správě či kvalifikovaně spolupůsobit při faktickém zajišťování přímé ochrany osob a majetku, veřejného pořádku, životů, zdraví a majetkových hodnot či ochranou společnosti před nepřijatelnými protispolečenskými jevy, případně plnit úkoly v oblasti plánování, organizování a výkonu činností za účelem předcházení vzniku, zajištění připravenosti na mimořádné události a krizové stavy.
Absolventi tak najdou uplatnění jak v samotné veřejné správě, jejích složkách a institucích, např. u Policie ČR, obecní policie, Hasičského záchranného sboru ČR, Celní správy ČR, Vězeňské služby ČR, Probační a mediační služby ČR atd., tak také ve sféře neziskových organizací, sociálních a společenských uskupení i v oblasti hospodářské. Vysokou školu evropských a regionální studií za již více než 15 let jejího působení absolvovalo přes 2500 studentů. V současnosti zde studuje v bakalářských programech cca 400 studentů.
Škola sídlí na Žižkově tř. 1632/5b ve vlastních prostorách prostorách, pobočku má i v Příbrami. Na škole studuje (prezenčně i dálkově) asi 400 studentů. Vysoká škola nabízí od září 2020 profesně orientovaný bakalářský studijní program Bezpečnostně právní činnost. Program je možné studovat v prezenční i kombinované formě v Českých Budějovicích i v Příbrami. V roce 2024 byl akreditován další profesně orientovaný bakalářský studijní program Veřejná správa. Vysoká škola evropských a regionálních studií nabízí dále v rámci Centra celoživotního vzdělávání celou řadu kurzů pro různé cílové skupiny, jako jsou např. pedagogičtí pracovníci, pracovníci veřejné správy, strážníci městských policií aj.

## Rektoři VŠERS
- Emanuel Pecka (2003–2004)
- Josef Dolista (2004–2008)
- Gabriel Švejda (2008–2012)
- Lubomír Pána (2012–2016)
- Oldřich Pekárek (2016–2018)
- Jiří Dušek (2018–dosud)